# Eva Gouel
Pour les articles homonymes, voir Humbert.
Eva Gouel, aussi connue sous le nom de Marcelle Humbert, née le 27 février 1885 dans le 12e arrondissement de Paris et morte d'un cancer le 14 décembre 1915 dans le 16e arrondissement de Paris, a été la seconde compagne de Pablo Picasso pendant sa période cubiste, de 1912 à 1915.

## Biographie
Fille de Paul Émile Adrien Gouel, ébéniste, et de Marie Louise Chirouse, passementière, son épouse, Eva Céleste Gouel naît à Paris en 1885, chez ses parents, 88, cours de Vincennes,. Sa mère meurt en 1894.  
Le 5 novembre 1900, Eva Gouel accouche, à l’hôpital Lariboisière, dans le 10e arrondissement, d’une petite fille prénommée Fernande. L’acte de naissance mentionne « de père non dénommé ». Eva n’a alors que 15 ans et huit mois. Elle est employée de bureau. Eva et Fernand Fix reconnaissent leur fille le 23 mars 1901. 
Le 4 mai 1901, Fernand Fix dépose sa fille Fernande à l’Assistance publique de Paris. Le bébé a alors tout juste six mois. Dans le Bulletin de renseignements, il est indiqué : « La mère est malade et le père sans travail dans l’impossibilité de continuer à payer les mois de nourrice il se voit forcé d’abandonner leur enfant à l’AP jusqu’à ce que sa situation se soit améliorer [sic]. ». La fillette est confiée au Service des enfants Assistés, Direction de Toucy dans l’Yonne. Elle décède moins d’un mois après, le 2 juin, dans le village de Saints (rebaptisé Saints-en-Puysaye). Cause du décès : convulsions. 
Le 30 décembre 1901, devenue dactylographe, Eva Gouel épouse Fernand Fix, fumiste, mineur comme elle, avec qui elle vit 8, rue Davy. Il est indiqué dans l’acte de mariage, que les époux reconnaissent en vue de légitimation leur fille Fernande. Visiblement ils n’ont pas été informés du décès de la fillette six mois plus tôt. Le mariage sera dissous par un divorce prononcé le 7 juin 1910 dans le 17e arrondissement « à la requête et au profit du mari » pour abandon de domicile par Eva. 
Entre-temps Eva a adopté le nom de Marcelle Humbert. En couple avec le peintre et graveur polonais Louis Marcoussis à partir de 1907, elle vit au 33, rue Delambre à Paris. Ils sortent avec Picasso — un ami de Marcoussis — et sa compagne de l'époque, Fernande Olivier. Les deux couples vont au cirque Medrano et se rendent ensemble rue de Fleurus, chez Gertrude Stein, la collectionneuse d'art et écrivain américaine. 
Début 1912, la relation entre Picasso et Fernande Olivier se distend, Eva se sépare de Marcoussis et Picasso quitte la butte Montmartre pour le quartier du Montparnasse. Ils s'installent ensemble en septembre 1912 au 228, puis au 242, boulevard Raspail, dans le quartier du Montparnasse, puis un an plus tard dans le voisinage immédiat, au 5 bis, rue Victor-Schœlcher. Picasso présentera sa compagne à sa famille lors d’un voyage à Barcelone fin 1912.
À cette époque, le peintre fait apparaître sa nouvelle compagne dans ses toiles cubistes, alors créées en pleine synergie avec Georges Braque, souvent sous forme d’une guitare ou d’un violon et en inscrivant une courte phrase « Ma jolie », « J’aime Eva », parfois tronquée de certains mots. C'est le cas par exemple dans Guitare « J'aime Eva » et Femme nue (J'aime Eva), aujourd'hui respectivement à Paris et Columbus, dans l'Ohio. 
Mais Eva Gouel est fragile, se fait opérer. Le 14 décembre 1915, âgée de 30 ans, elle meurt au 57, boulevard de Montmorency,, d’un cancer, sans doute de la gorge. Elle est inhumée le 16 décembre au cimetière de Billancourt. Sept ou huit personnes amis de Picasso, dont le peintre Juan Gris et le poète Max Jacob, assistent à l’enterrement.
Eva Gouel avait un frère et une sœur. Georges Gouel est né le 6 janvier 1884 à Paris 11e et décède le 13 mars 1932, à 48 ans. Madeleine Gouel est née le 10 septembre 1887 dans le 18e arrondissement. Aucune information n’est connue sur les relations entre le frère et les deux sœurs. 
Si quelques photographies existent d’Eva Gouel, par contre, de l’aveu même de Picasso, celui-ci n’a fait aucun portrait d’Eva. Aucun portrait par Marcoussis n’est connu. Seul un des amis du couple, le peintre Pierre Girieud a fait un portait d’elle.